# Hoornse Vaart (Groningen)
De Hoornse Vaart, ook Hulpkanaal over den Hoorn genoemd, is een kanaal in de gemeente Het Hogeland in de provincie Groningen.
Het kanaal werd aangelegd in de 19e eeuw. Het kanaal is deels aangelegd in de loop van de verdwenen rivier de Swalve. Aan het vrijgekomen zand bij het graven van dit kanaal en van het Hunsingokanaal in 1873 zou 't Stort, ten zuidoosten van Leens zijn bestaan te danken hebben. Op dit zand werden arbeiderswoningen gebouwd.
Het kanaal loopt van het Mensingeweersterloopdiep westwaarts langs het gemaal Abelstok (aansluiting Kromme Raken) en Wehe-den Hoorn en vervolgens langs de noordzijde van het gebied van de voormalige borg Starkenborgh. Ten noordoosten van Leens buigt het kanaal zuidwaarts en loopt langs de borg Verhildersum. Ten zuidoosten van Leens mondt het kanaal samen met het Warfhuisterloopdiep bij 't Stort uit in het Hunsingokanaal.

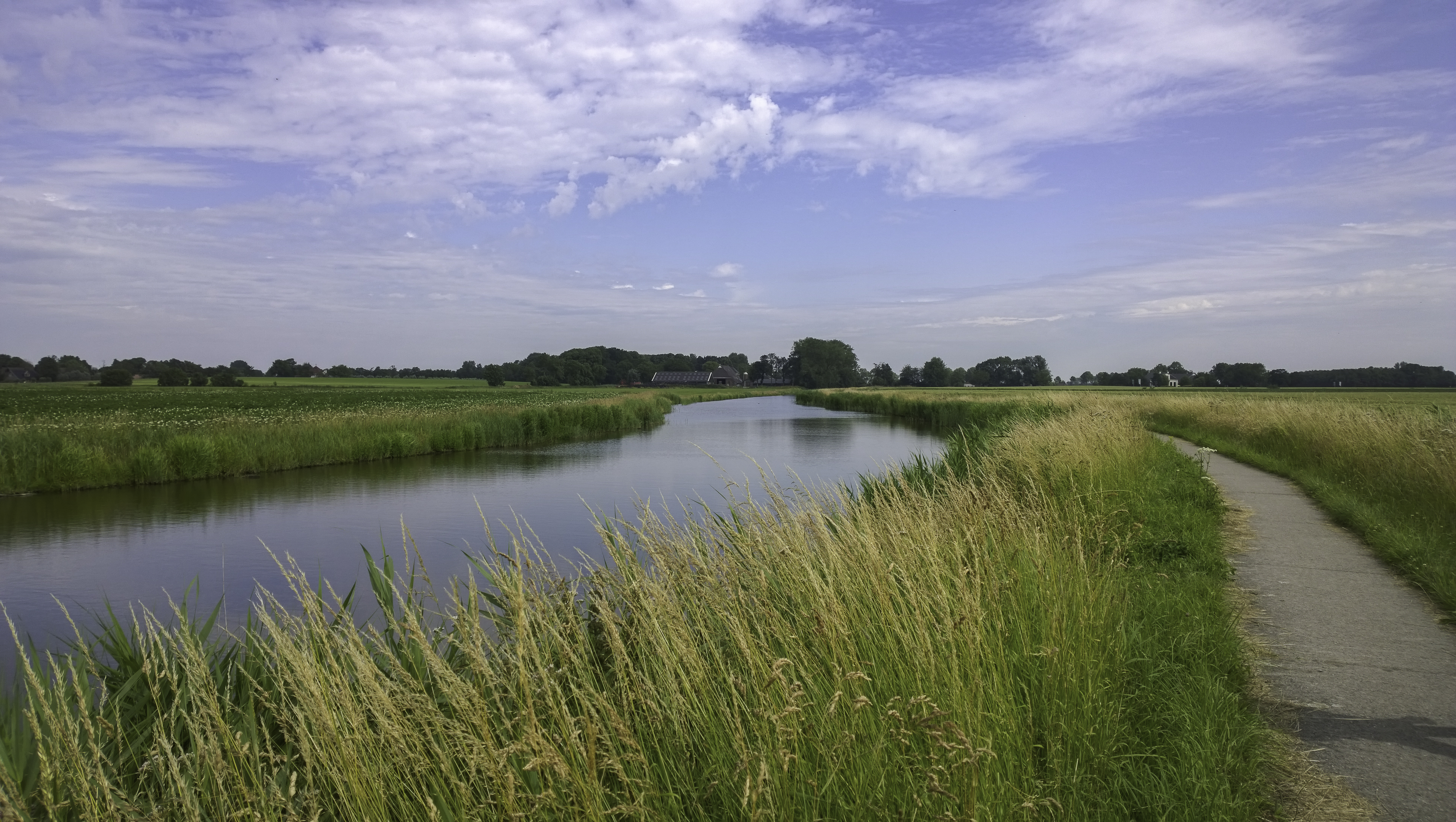
Hoornse Vaart bij Leens gezien vanaf het Scheeftilsterpad. Linksachter de Tuinsterwierde.
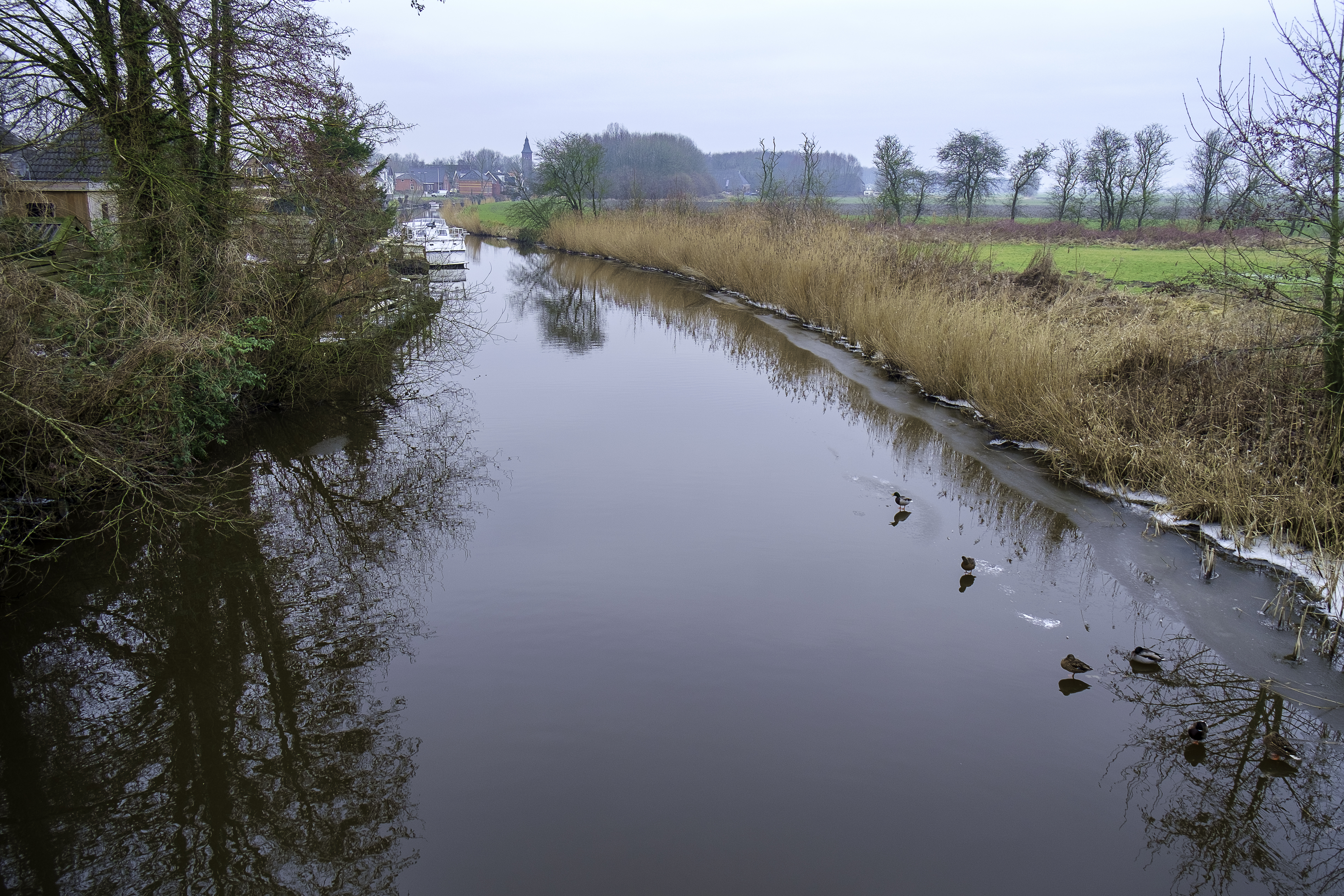
Hoornse Vaart bij Den Hoorn met de toren van de Sint-Bonifatiuskerk op de achtergrond